# بساتین (قاهره)
بساتین نام شهرستانی در استان قاهره مصر است.